# González (ort)
González är en ort i Colombia.   Den ligger i departementet Cesar, i den norra delen av landet, 400 km norr om huvudstaden Bogotá. González ligger 1 309 meter över havet och antalet invånare är 5 634.
Terrängen runt González är huvudsakligen kuperad, men åt nordväst är den bergig. Terrängen runt González sluttar österut. Runt González är det tätbefolkat, med 276 invånare per kvadratkilometer. Närmaste större samhälle är Ocaña, 17,0 km söder om González. Omgivningarna runt González är en mosaik av jordbruksmark och naturlig växtlighet.